# كعكة الكبد
كعكة الكَبِد كعكة طبقات توجد في مطابخ أُكرانية وروسية والمجر.  تحضر بكبد الدجاج ليصبح طعم الكعكة خفيفًا وطريًا وقد يُستخدم لحم البقر أو كبد الخنزير. يُخلط الكبد في خليط الكعكة بدلاً من وضعه حشوة للكعكة.  تُدهن الجبنة القشدية والمَيُنِيز بين طبقات الكبد.  وقد يُضاف الجزر أو البيض المبشور أو الأعشاب أو البصل. 
يمكن تقديم الكعكة خلال الاحتفالات العائلية المختلفة كأعياد الميلاد أو الأعياد مثل أسبوع المرافع وهي عطلة سلافية شرقية في نهاية فصل الشتاء.